# Совчи, Тамара Дмитриевна
Тама́ра Дми́триевна Со́вчи (Якиме́нко) (18 июня 1941, Симферополь, — 1 февраля 2011, Москва) — советская и российская актриса.

## Биография
Тамара Совчи (в девичестве Якименко) родилась 18 июня 1941 года в Симферополе.
Окончила Немировскую семилетнюю школу, бродильное отделение Львовского пищевого техникума, работала аппаратчицей на Винницком спиртзаводе. Училась на вечернем отделении Киевского политехнического института.
В 1966 году окончила Всесоюзный государственный институт кинематографии (курс Бориса Бабочкина) и была принята в Театр-студию киноактёра.
Начала сниматься в кино со второго курса. Одну из первых своих ролей сыграла в знаменитом фильме режиссёра Марлена Хуциева «Застава Ильича» («Мне двадцать лет»). Среди заметных киноролей: Акулина («Дети Ванюшина»), Лиза («Жажда над ручьём»), Полина («Мачеха»), Катерина («SOS» над тайгой), Горкина («Приезжая»), Лоскутова («Белый ворон»), Вольнова («Законный брак»), Лариса («Сам я — вятский уроженец»).
В начале 1990-х годов ушла из Театра-студии киноактёра, затем стала работать режиссёром закадрового озвучивания на телевидении. Принимала деятельное участие в озвучивании фильмов киностудий союзных республик и зарубежных лент.
Скончалась на 70-м году жизни 1 февраля 2011 года. Похоронена актриса на 267-м участке Хованского кладбища рядом с мужем.

## Семья
Муж (с 1962 по 1996 годы) — Георгиос Янис Совчис (1937—1996), российский актёр греческого происхождения. Окончил среднюю школу в городе Ташкенте и Всесоюзный государственный институт кинематографии (1962, курс Григория Козинцева). Работал в экспериментальном театре пантомимы «Эктемим» под руководством Александра Румнева и в Театре-студии киноактёра.
- Дочь — Мария Георгиевна Совчи (р. 1965), окончила медицинскую академию с отличием, живёт и работает за границей.

## Фильмография

### Роли в кино
- 1962 — Застава Ильича — Валя
- 1963 — Понедельник — день тяжёлый — Зоя Христофорова
- 1964 — Мирное время — Маша
- 1964 — Криницы — Рая Снегирь
- 1964 — Аптекарша — аптекарша
- 1966 — Дикий мёд  — медсестра
- 1967 — Таинственная стена[3]
- 1967 — На два часа раньше — Снегурочка
- 1967 — Зареченские женихи — Таня Трифонова
- 1967 — Журналист — сотрудница отдела писем
- 1968 — По Руси
- 1968 — Жажда над ручьём — Лиза
- 1968 — Встречи на рассвете — Валя Ряхина
- 1969 — Я его невеста
- 1969 — Мистер-Твистер
- 1971 — Нюркина жизнь
- 1972 — Двуликий Янус — невеста
- 1972 — Гроссмейстер — Аня
- 1972 — Адрес вашего дома — Соня
- 1973 — Нейлон 100 % — Хабибуллина
- 1973 — Мачеха — Полина
- 1973 — Дети Ванюшина — Акулина
- 1974 — Небо со мной — гостья
- 1974 — Кыш и Двапортфеля — продавец
- 1975 — Честное волшебное — мама Марины
- 1975 — Маяковский смеётся
- 1975 — Афоня — кассир столовой
- 1976 — Голубой портрет — мать Тани
- 1976 — «SOS» над тайгой — Катерина Уварова
- 1977 — Приезжая — Елена Горкина
- 1977 — Инкогнито из Петербурга — унтер-офицерша Иванова
- 1978 — Человек меняет кожу — Люба Смирнова
- 1978 — Старомодная комедия — барменша
- 1980 — Белый ворон — Лоскутова Люба
- 1982 — Не хочу быть взрослым
- 1982 — Надежда и опора — Ольга
- 1983 — Летаргия
- 1984 — У призраков в плену
- 1985 — Прощание славянки — соседка Людмилы Герасимовны
- 1985 — Законный брак — Клава Вольнова
- 1988 — На помощь, братцы! — вторая дама
- 1988 — Аэлита, не приставай к мужчинам
- 1991 — Заряженные смертью — секретарша
- 1992 — Луна-парк
- 1992 — Сам я — вятский уроженец — Лариса
- 1999 — Транзит для дьявола
- 2003 — Кармен

### Участие в фильмах
- 2007 — Трагедия Фроси Бурлаковой (документальный)